# Gymnochthebius notalis
Gymnochthebius notalis är en skalbaggsart som först beskrevs av Deane 1933.  Gymnochthebius notalis ingår i släktet Gymnochthebius och familjen vattenbrynsbaggar. Inga underarter finns listade i Catalogue of Life.